# Бэкани (Васлуй)
Бэкани (рум. Băcani) — коммуна в составе жудеца Васлуй (Румыния).

## Состав
В состав коммуны входят следующие населённые пункты (данные о населении за 2002 год)::
- Бэкани (рум. Băcani) — 1281 житель
- Сусени (рум. Suseni) — 453 жителя
- Друджешти (рум. Drujești) — 450 жителей
- Бэлтэцени (рум. Băltățeni) — 343 жителя
- Вулпэшени (рум. Vulpășeni) — 220 жителей

## География
Коммуна расположена в 243 км к северо-востоку от Бухареста, 35 км к югу от Васлуя, 93 км к югу от Ясс, 103 км к северу от Галаца.

## Население
По данным переписи населения 2002 года в коммуне проживали 2747 человек.

### Национальный состав
| Национальность | Кол-во человек | Процент |
| -------------- | -------------- | ------- |
| Румыны         | 2744           | 99,9%   |
| Венгры         | 3              | 0,1%    |

### Родной язык
| Язык      | Кол-во человек | Процент |
| --------- | -------------- | ------- |
| Румынский | 2747           | 100 %   |

### Вероисповедание
| Вероисповедание | Кол-во человек | Процент |
| --------------- | -------------- | ------- |
| Православные    | 2465           | 89,7%   |
| Пятидесятники   | 133            | 4,8%    |
| Бретрены        | 89             | 3,2%    |
| Лютеране        | 55             | 2,0%    |
| Адвентисты      | 2              | 0,1%    |
| Римо-католики   | 1              | < 0,1%  |
| Нерелигиозные   | 1              | < 0,1%  |
| Не указали      | 1              | < 0,1%  |